# Серочин (Остроленцький повіт)
Серочин (пол. Seroczyn) — село в Польщі, у гміні Червін Остроленцького повіту Мазовецького воєводства.
Населення — 145 осіб (2011).
У 1975—1998 роках село належало до Остроленцького воєводства.

## Демографія
Демографічна структура станом на 31 березня 2011 року:
|          | Загалом | Допрацездатний вік | Працездатний вік | Постпрацездатний вік |
| -------- | ------- | ------------------ | ---------------- | -------------------- |
| Чоловіки | 76      | 19                 | 44               | 13                   |
| Жінки    | 69      | 17                 | 33               | 19                   |
| Разом    | 145     | 36                 | 77               | 32                   |